# Oxytropis exserta
Oxytropis exserta är en ärtväxtart som beskrevs av Boris Alexandrovich Jurtzev. Oxytropis exserta ingår i släktet klovedlar, och familjen ärtväxter. Inga underarter finns listade i Catalogue of Life.